# 나카토미씨
나카토미 씨(일본어: 中臣氏 나카토미시[*])는 고대 일본에서 인베씨(忌部氏)와 함께 제사를 주관한 호족으로, 예부터 교토의 야마시나 지역을 거점으로 하고 있었다. 카미(神) 아마노 코야네노 미코토(天兒屋命)를 선조로 하고 있어 옛부터 일본 오오카미(천황)계의 친척인 것을 알 수 있다. 가바네(姓)는 무라지(連)다.
모노노베씨(物部氏)와 함께 일본 고대 토착 종교를 지원하였고 한반도에서 건너온 불교 수용 문제로 한반도 삼한의 지원을 받은 소가씨(蘇我氏)와 대립했다. 나카토미노 가마타리(中臣鎌足)는 645년의 다이카 개신 때 활약해, 669년의 죽음으로 임하고, 후지와라(藤原)라는 성을 받았다. 이후 가마타리의 자손은 후지와라를 칭했지만, 본계는 여전히 나카토미를 칭했으며, 대대로 신기(神祇)의 신관·이세 신(伊勢神)의 신관 등 신사·제사직을 세습했다. 나카토미씨는 부여계(이천 서씨)와 연관된다.

## 같이 보기
- 고어습유